# ریزن سیتی (کالیفرنیا)
ریزن سیتی (به انگلیسی: Raisin City) یک منطقهٔ مسکونی در ایالات متحده آمریکا است که در شهرستان فرسنو، کالیفرنیا واقع شده‌است. ریزن سیتی ۱٫۹۶۷ کیلومتر مربع مساحت و ۳۸۰ نفر جمعیت دارد و ۷۲ متر بالاتر از سطح دریا واقع شده‌است.